# Kiwimiris melanocerus
Kiwimiris melanocerus är en insektsart som beskrevs av Alan C. Eyles och Carvalho 1995. Kiwimiris melanocerus ingår i släktet Kiwimiris och familjen ängsskinnbaggar. Inga underarter finns listade i Catalogue of Life.